# 弗農鎮區 (密歇根州伊莎貝拉縣)
弗農鎮區（英語：Vernon Township）是位於美國密歇根州伊莎貝拉縣的一個行政鎮區。

## 地方資料
弗農鎮區的面積為92.40平方千米，當中陸地面積為91.80平方千米，而水域面積為0.60平方千米。根據2020年美國人口普查的數據，當地共有人口1300人，而人口密度為每平方千米14.07人。